# Juhani Peltonen (football)
Pour les articles homonymes, voir Juhani Peltonen.
Juhani Peltonen, né le 16 juin 1936 à Valkeakoski en Finlande, est un footballeur finlandais ayant joué principalement pour l'équipe du FC Haka Valkeakoski, club de sa ville de naissance.

## Biographie
Juhani Peltonen passe de nombreuses années au FC Haka Valkeakoski. Avec ce club, il remporte deux titres de Champion de Finlande et cinq Coupes de Finlande.
De 1964 à 1966, il effectue un intermède dans le championnat d'Allemagne avec l'équipe de Hambourg. Il joue 38 matchs en Bundesliga, marquant 6 buts.
International finlandais de 1955 à 1970, il est élu footballeur finlandais de l'année à trois reprises.

## Palmarès
- Champion de Finlande en 1960 et 1962 avec le FC Haka Valkeakoski
- Vainqueur de la Coupe de Finlande en 1955, 1959, 1960, 1963 et 1969
- Élu footballeur finlandais de l'année en 1960, 1962 et 1964